# Mitriostigma monocaule
Mitriostigma monocaule är en måreväxtart som beskrevs av Bonaventure Sonké och Steven Dessein. Mitriostigma monocaule ingår i släktet Mitriostigma och familjen måreväxter.
Artens utbredningsområde är Kamerun. Inga underarter finns listade i Catalogue of Life.